# Pitscandly House

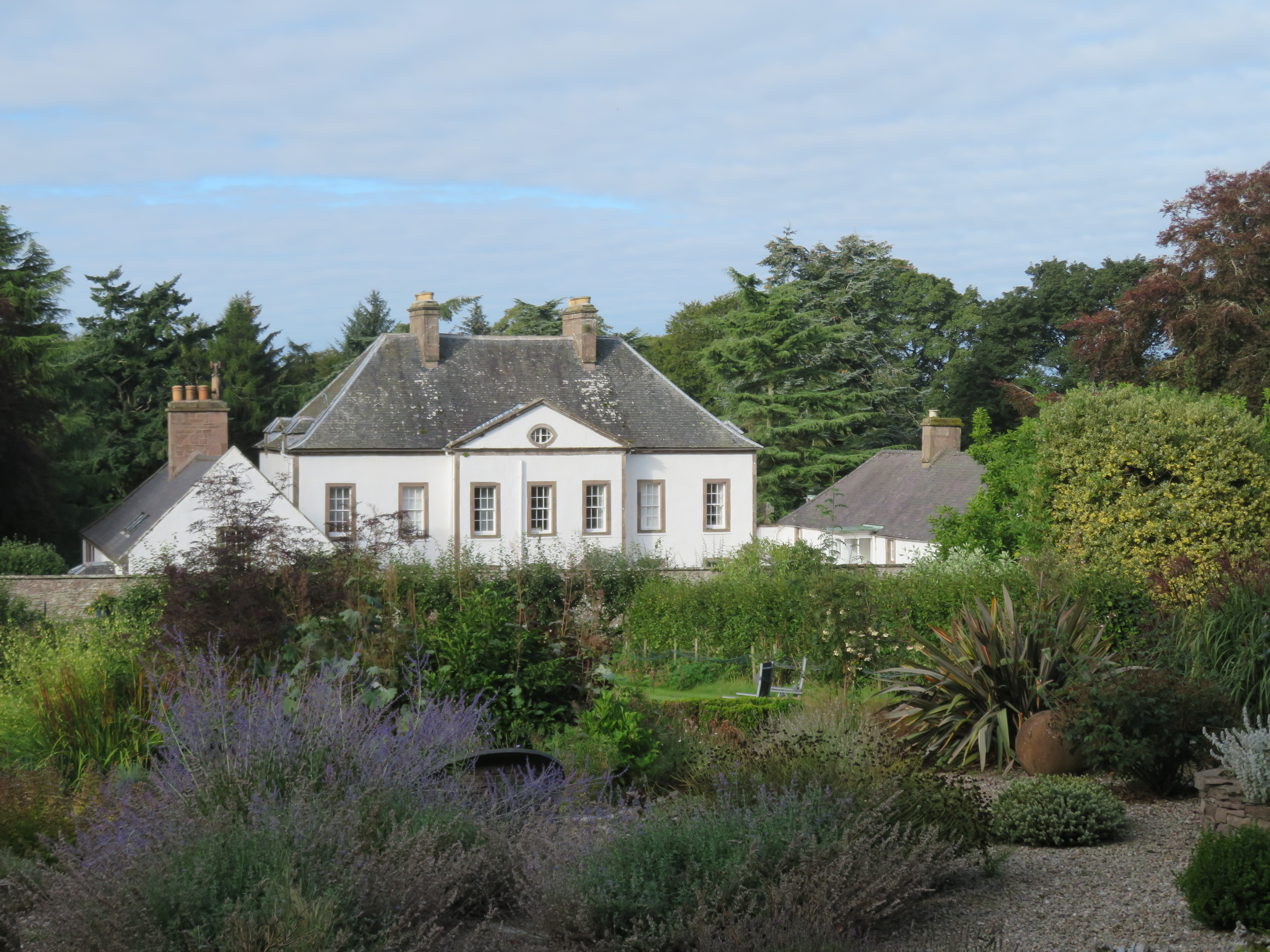
Pitscandly House

Pitscandly House ist ein Herrenhaus nahe der schottischen Ortschaft Lunanhead in der Council Area Angus. 1971 wurde das Bauwerk in die schottischen Denkmallisten in der höchsten Denkmalkategorie A aufgenommen. Des Weiteren ist das zugehörige Taubenhaus als Kategorie-B-Bauwerk klassifiziert. Zwei Sonnenuhren sind separat als Kategorie-C-Bauwerke eingestuft.

## Beschreibung
Pitscandly House steht wenige hundert Meter nordöstlich von Lunanhead. Es stammt vermutlich aus dem späten 17. Jahrhundert. Das zweistöckige Herrenhaus ist klassizistisch ausgestaltet. Seine Fassaden sind mit Harl verputzt. Der Mittelrisalit an der südwestexponierten, symmetrisch aufgebauten Hauptfassade schließt mit einem Dreiecksgiebel. Rückseitig gehen zwei Flügel ab, die einen Innenhof umschließen.
Das kleine Taubenhaus südlich des Herrenhauses entstand in derselben Bauphase. Sein Bruchsteinmauerwerk ist gekalkt. Es schließt mit einem schiefergedeckten Pultdach. Eine der Sonnenuhren wurde im Jahre 1772 errichtet. Sie besteht aus einem quadratischen Schaft, der einen Würfel trägt. In diesen ist ein steinernes Ziffernblatt eingesetzt. Möglicherweise handelt es sich um eine Replik aus dem 19. Jahrhundert. In welchem Jahr die zweite Sonnenuhr geschaffen wurde, ist unklar. Das Bauwerk ist unvollendet. Es handelt sich um eine große Kugel, die auf einer gekehlten Basis ruht.